# (38790) 2000 RE46
2000 RE46 (asteroide 38790) é um asteroide da cintura principal. Possui uma excentricidade de 0.08893880 e uma inclinação de 6.00122º.
Este asteroide foi descoberto no dia 3 de setembro de 2000 por LINEAR em Socorro.